# Abraham Wald
Abraham Wald (ur. 31 października 1902 w Klużu, zm. 13 grudnia 1950 w górach Nilgiri) – matematyk i statystyk pochodzenia żydowskiego, urodzony w Klużu w Austro-Węgrzech, na terenie obecnej Rumunii. Wniósł duży wkład w dziedziny teorii decyzji, geometrii i ekonometrii, był istotnym twórcą technik analizy sekwencyjnej. Wykładowca i pracownik naukowy uniwersytetu Columbia.

## Życiorys
Ponieważ pochodził z rodziny religijnych Żydów, a ówczesne szkolnictwo węgierskie wiązało się z obowiązkiem nauki w soboty, był nauczany w domu przez rodziców aż do przyjęcia na uniwersytet. W 1928 r. ukończył studia matematyczne na Uniwersytecie im. Ferdynanda I w Klużu, a w 1931 r. obronił doktorat z matematyki na Uniwersytecie Wiedeńskim pod kierunkiem Karla Mengera.
Mimo opinii o wybitnym talencie, miał problemy z uzyskaniem stałego zatrudnienia na uczelni i kontynuowania pracy naukowej ze względu na panujący w Austrii antysemityzm. Ekonomista Oskar Morgenstern utworzył specjalnie dla niego stanowisko w katedrze ekonomii. W tym czasie Wald zajmował się m.in. modelami równowagi ogólnej Walrasa–Cassela, i sformułował po raz pierwszy słaby aksjomat preferencji ujawnionych. Po wkroczeniu wojsk niemieckich do Austrii w 1938 r., Waldowi udało się uzyskać zaproszenie Instytutu Cowlesa przy Uniwersytecie Chicago i emigrować do Stanów Zjednoczonych.
W trakcie II Wojny Światowej zajmował się badaniami ekonometrycznymi i statystycznymi na potrzeby organizacji mobilizacji wojennej, m.in. zwracając uwagę na problem błędu przeżywalności w analizach uszkodzeń samolotów wojskowych.
Po wojnie opublikował ważne publikacje rozwijające dziedziny ekonometrii, teorii decyzji i wnioskowania statystycznego. Wprowadził takie narzędzia jak funkcja straty oraz test Walda.
W 1950 r. zginął razem z żoną w wypadku lotniczym w górach Nilgiri w Indiach, gdzie odbywał wykłady gościnne. Jego synem jest fizyk amerykański Robert Wald.
Po śmierci naukowca część jego prac statystycznych stała się przedmiotem sporu pomiędzy Ronaldem Fisherem a Jerzym Neymanem.